# Anne Marie Müller
Anne Marie Müller (* 17. März 1980 in Hemsedal) ist eine ehemalige norwegische Skirennläuferin. Ihre größten Erfolge erzielte sie im Slalom.

## Biografie
Müller bestritt ihre ersten FIS-Rennen im Dezember 1995, drei Jahre später konnte sie ihren ersten Sieg feiern. Im Europacup ging sie erstmals im Januar 2000 an den Start. Ohne größere Erfolge im Europacup fuhr sie ihr erstes Weltcuprennen im Dezember 2001. In der Saison 2001/02 bestritt sie sieben Abfahrten und Super-Gs, erreichte aber nie die Punkteränge. In den nächsten beiden Saisonen fuhr sie nur jeweils einen Slalom im Weltcup und konzentrierte sich auch im Europacup verstärkt auf die technischen Disziplinen. Bei FIS-Rennen wurde sie mittlerweile zur Seriensiegerin und in der Saison 2004/05 gelangen ihr auch im Europacup die ersten beiden Podestplätze und sie belegte punktegleich mit der Deutschen Anja Blieninger den dritten Rang in der Slalomwertung. Ab dieser Saison ging sie auch regelmäßig im Weltcup an den Start. 
Ohne zuvor Weltcuppunkte erreicht zu haben, belegte sie bei den Weltmeisterschaften 2005 als beste Norwegerin im Slalom den 18. Rang. Im Januar 2006 gelang ihr im Slalom von Maribor mit dem 18. Rang auch der erste Punktegewinn im Weltcup, der gleichzeitig ihr bestes Weltcupergebnis blieb. Die nächsten Rennen verliefen wieder wenig erfolgreich, sie hatte, wie auch zuvor, immer wieder mit Ausfällen zu kämpfen oder konnte sich nicht für einen zweiten Lauf qualifizieren. Erst im März 2007 punktete sie erneut und im Januar 2008 schaffte sie es sogar in drei aufeinander folgenden Rennen unter die besten 30, wobei sie mit Platz 20 im Slalom von Ofterschwang ihr zweitbestes Weltcupresultat erzielte. Zum letzten Mal punktete sie im November 2008 als 26. des Slaloms von Aspen, ehe sie mit Ende der Saison 2008/09 ihre Karriere beendete. Im Europacup hatte sie zuletzt noch zwei Top-10-Ergebnisse erreicht. Im nächsten Winter war die Norwegerin noch vereinzelt bei FIS-Rennen am Start.

## Erfolge

### Weltmeisterschaften
- Bormio 2005: 18. Slalom

### Weltcup
- 2 Platzierungen unter den besten 20

### Europacup
- Dritter Platz in der Slalomwertung 2004/05
- Insgesamt 2 Podestplätze

### Nationale Meisterschaften
- Dreifache norwegische Meisterin (Super-G 2005, Abfahrt und Kombination 2006)

### Weitere Erfolge
- 39 Siege in FIS-Rennen (22× Riesenslalom, 11× Slalom, 5× Super-G, 1× Abfahrt)